# This Is the Way
Albums de Rossington Collins Band
Anytime, Anyplace, Anywhere
(1980)
Singles
1. Tashauna
Sortie : 1981
2. Don't Stop Me Now
Sortie : 1981

This Is The Way est le deuxième album studio du groupe de rock sudiste, Rossington Collins Band. Il est sorti en octobre 1981 sur le label MCA Records et a été produit par Gary Rossington et Allen Collins. 

## Historique
Comme son prédécesseur il a été enregistré à El Paso aux El Abode Studios. Deux singles, Tashauna et Don't Stop Me Now sont tirés de cet album. 
Il se classe à la 24e place du Billboard 200 le 7 novembre 1981. C'est aussi le dernier album du groupe qui se scinde en 1982, avec d'un coté The Rossington Band et de l'autre l'Allen Collins Band.
Robin Smith de Record Mirror a fait un panoramique de l'album dans une critique de 1/5 étoiles, l'appelant « la plus grosse charge de bollocks hackneyed que j'ai entendu pendant six bons mois »[pas clair]. Michael B. Smith a donné à l'album 3/5 étoiles dans une revue rétrospective pour AllMusic, écrivant que le groupe « rend hommage à Ronnie Van Zandt avec les chansons 'Tashauna' et 'Pine Box'.  Et envoie son meilleur rock sur Gotta Get It Straight et Gonna Miss It When It's Gone ».  

## Musiciens
- Gary Rossington : guitares solo, rythmique et slide.
- Allen Collins : guitares solo et rythmique.
- Dale Krantz : chant.
- Billy Powell : claviers.
- Leon Wilkeson : basse.
- Barry Lee Harwood : guitares solo, rythmique et slide.
- Derek Hess : batterie, percussion.

## Liste des titres
| No  | Titre                        | Auteur                                       | Durée |
| --- | ---------------------------- | -------------------------------------------- | ----- |
| 1.  | Gotta Get It Straight        | Billy Powell / Gary Rossington / Dale Krantz | 4:20  |
| 2.  | Tashauna                     | Rossington / Krantz                          | 4:51  |
| 3.  | Gonna Miss It When It's Gone | Allen Collins / Rossington / Krantz          | 3:28  |
| 4.  | Pine Box                     | Barry Lee Harwood                            | 2:54  |
| 5.  | Fancy Ideas                  | Harwood / Derek Hess / Leon Wilkeson         | 5:09  |
| 6.  | Don't Stop Me Now            | Rossington / Krantz                          | 4:39  |
| 7.  | Seems Like Every Day         | Rossington / Krantz                          | 4:28  |
| 8.  | I'm Free Today               | Harwood                                      | 3:27  |
| 9.  | Next Phone Call              | Rossington / Krantz                          | 3:24  |
| 10. | Means Nothin' To You         | Harwood                                      | 4:30  |

## Charts
| Pays       | Durée du classement | Meilleur classement | Date            |
| ---------- | ------------------- | ------------------- | --------------- |
| États-Unis | 16 semaines         | 24e                 | 7 novembre 1981 |